# Concerto per due pianoforti e orchestra (Poulenc)
Concerto per due pianoforti e orchestra FP 61, è una composizione dell'autore francese Francis Poulenc del 1932. Il concerto è stato commissionato dalla Principessa de Polignac, alla quale è anche dedicato.

## Storia
Francis Poulenc all'epoca della composizione del Concerto era ormai un compositore affermato, dopo il successo del balletto Les Biches (1924) e frequentava i circoli musicali più importanti di Parigi. Fra questi il salone della Principessa de Polignac che, amando la sua musica, gli commissionò questo concerto per due pianoforti all'inizio del 1932. Lo stesso anno era stato fatidico per un altro grande compositore, Maurice Ravel, che aveva da poco completato e inaugurato i suoi due concerti per pianoforte (Concerto per pianoforte e orchestra e Concerto per pianoforte per la mano sinistra) al primo dei quali Poulenc sicuramente si ispirò per la scrittura del suo Concerto.
Non è il primo lavoro di Poulenc che coinvolge due pianisti contemporaneamente: il primo in assoluto fu la Sonata per pianoforte a 4 mani (FP 8, 1918); segue poi la Sonata per due pianoforti (FP 156, 1959). È anche il secondo lavoro concertante per tastiera e orchestra, dove il primo fu il celebre Concert champêtre del 1927.
Poulenc ritenne che per suonare al meglio quest’opera bisognava rubare, utilizzare male il pedale e non intendere il pezzo come una rapsodia.

## Caratteristiche
Il Concerto per due pianoforti si articola in tre movimenti: Allegro ma non troppo, Larghetto, Allegro molto.

### Primo movimento
Il primo movimento, è caratterizzato da un'esuberanza venata di malinconia e segnata da diversi passaggi ironici, tipici di Poulenc (egli stesso dichiarerà che il Concerto è "puro Poulenc"). Non è assente un certo richiamo al neoclassicismo, seppur paradossalmente associato alla verve del music-hall. Il compositore sostenne una volta che 
 L'ultima parte del primo tema, introdotta da un segnale delle nacchere e da una breve modulazione dei violoncelli, è costruita attorno ad un dolcissimo moto perpetuo ispirato alle sonorità del gamelan balinese che Poulenc aveva ascoltato alle Esposizioni coloniali di Parigi del 1931.

### Secondo movimento
Il Larghetto è un movimento dal temperamento fresco e allegro, chiaramente ispirato al classicismo mozartiano del Concerto per pianoforte e orchestra n. 26 e al punto di riferimento per ogni concerto per due pianoforti: il Concerto per due pianoforti e orchestra K365 in Mi bemolle.
Il compositore risponde al critico Claude Rostand riguardo al secondo movimento:
Se vi ricordate, mio caro Claude, circa nel 1930, c’era l’epoca del ritorno a qualche cosa, Ritorno a Bach, per Hindemith, a Cajkovskij per Stravinskij. Nel Larghetto di questo concerto mi sono permesso, per il tema iniziale, un ritorno a Mozart perché io ho il culto della linea melodica, e io preferisco Mozart a tutti gli altri musicisti. Se questo comincia alla Mozart, non tarda poi a biforcarsi, fin dalla risposta del secondo pianoforte, verso uno stile che mi era familiare all’epoca
Si possono notare due citazioni di Mozart: il tema principale venne ripreso dal movimento lento del concerto K537 mentre alla battuta 33 vi è un passaggio armonico ripreso dal movimento lento del concerto K467. Lo stile in seguito diventa sempre più francese e personale tuttavia la riesposizione ha uno stile più mozartiano.

### Terzo movimento
L'ultimo movimento, Allegro molto, richiede un'ampia capacità d'insieme, in quanto sia l'orchestra che i pianoforti suonano spesso insieme, alternando melodie orchestrate ad effetti rumoristici (ad es. pianoforte insieme alle nacchere), brevissimi temi a spostamenti timbrici molto veloci. Ha molti riferimenti di George Gershwin, dei concerti per pianoforte di Rachmaninov e soprattutto ai temi balinesi. Il finale riporta il carattere così speciale del compositore francese. 

## Prima esecuzione
La prima esecuzione avvenne il 5 settembre 1932 al Teatro La Fenice per la Festival Internazionale di musica contemporanea di Venezia. I solisti furono lo stesso Poulenc al secondo pianoforte e Jacques Février al primo, accompagnati dall'Orchestra del Teatro alla Scala diretta da Désiré Defauw. Il successo fu così clamoroso che Benjamin Britten, a distanza di più di 10 anni (1945) invitò Poulenc con il suo Concerto a Londra.
All'epoca della prima esecuzione, Poulenc era ospite della Principessa de Polignac presso il suo palazzo veneziano (Palazzo Contarini Dal Zaffo) insieme ad Arthur Rubinstein e Manuel de Falla. La mattina seguente alla prima in quel palazzo lui e Rubinstein suonarono per de Falla Notte nei giardini di Spagna.
Esiste una video-registrazione effettuata dagli stessi Poulenc e Fevrier con l'Orchestra nazionale francese del RTF diretta da Georges Prêtre (1959).

## Organico
L'organico per questo concerto è il seguente: 2 pianoforti solisti, flauto, ottavino, 2 oboi, corno inglese, 2 clarinetti, 2 fagotti, 2 corni, 2 trombe, 2 tromboni, tuba, percussioni e archi.